# David John Conner

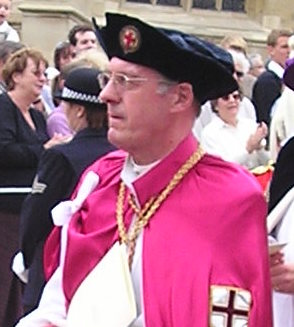
David John Conner

David John Conner, GCVO (* 6. April 1947 in Erith, Kent, Vereinigtes Königreich) ist ein britischer anglikanischer Bischof. Er war von 1998 bis 2023 Dekan von Windsor und von 2001 bis 2009 zugleich britischer Militärbischof (Bishop to the Forces). Als Dekan von Windsor war Conner Registrator des Hosenbandorden und Kaplan von König Charles III.

## Leben
David Conner wurde am Exeter College, Oxford und St Stephen’s House, Oxford ausgebildet. Christopher Pepys, Bischof von Buckingham, ordinierte ihn am 29. Juni 1971 zum Diakon in St Martin, Fenny Stratford. Nachdem er ein Jahr am Oxford Department of Education verbracht hatte, war er von 1971 bis 1980 an der St Edward’s School, Oxford und danach in Winchester. Zeitweise war Kaplan des Bischofs von Winchester.
Ab 1987 war er Vikar von Great St Mary’s, der Kirche der University of Cambridge, und am 2. Februar 1994 wurde er in der St Paul’s Cathedral von George Leonard Carey, Erzbischof von Canterbury, zum Bischof von Lynn, einem Suffraganbischof im Bistum Norwich, konsekriert.
Seit vielen Jahren wirkt Conner bei der Auswahl der Kandidaten für die Ordination mit und inspiziert die theologischen Hochschulen, Kurse und Programme. Er war Governor von vielen Schulen und Colleges. Er ist Ehrenmitglied des Girton College, Cambridge.

## Auszeichnungen
Conner wurde mit der New Year Honours 2010 zum Knight Commander of the Royal Victorian Order (KCVO) ernannt. Anlässlich seiner Verabschiedung in den Ruhestand wurde er im Juli 2023 mit dem Großkreuz dieses Ordens (GCVO) ausgezeichnet.